# Protium rhynchophyllum
Protium rhynchophyllum är en tvåhjärtbladig växtart som först beskrevs av Henry Hurd Rusby, och fick sitt nu gällande namn av D. C. Daly. Protium rhynchophyllum ingår i släktet Protium och familjen Burseraceae. Inga underarter finns listade i Catalogue of Life.